# Löwe (nissaga)
Löwe fou el nom d'una família d'actors, musics i compositors que tenien moltes ramificacions.
El seu ascendent comú fou, Johann Karl Löwe, Dresden, 1731 - Lübeck, 1807 i la seva esposa Catalina Magdalena Ling (nascuda el 1745), formaren part de diverses companyies (entre d'altres una de Berlín), i el primer va tenir per molt temps la direcció del teatre de la cort de Schwedt. Brillà principalment en els papers còmics, i la seva esposa en els de soubrette. El seu fill Johann Heinrich Löwe i el seu germà Friedrich August Leopold Löwe.

## Ferdinand Löwe
Era fill de Friederich August Leopold, (Mansfield, 1787 - Viena, 13 de maig de 1832) fou actor de teatre, i treballà en els escenaris de Magdenburg, Brunswick, Kassel, Leipzig, Mannheim i Frankfurt, i fou cèlebre com a intèrpret de tragèdies. Era pare de Johanna Sophie Löwe.

## Franz Ludwig Fiódor Löwe

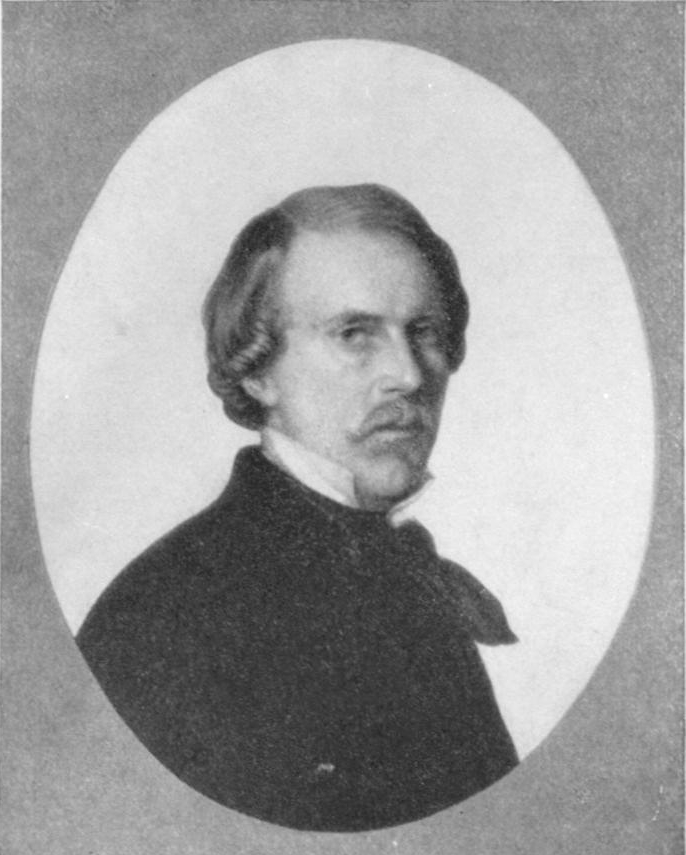
Feodor Löwe

Era fill de Ferdinand Kassel, 5 de juliol de 1816- Stuttgart, 21 de juny de 1890, primer treballà en els escenaris d'Hamburg i Frankfurt, i des de 1841 en el teatre de la cort de Stuttgart, on hi va romandre fins a la seva mort i també desenvolupà el càrrec de régisseur.
Les seves creacions més perfectes foren Hamlet, Leicester a Maria Stuard, Faust, Bolingbroke i Karl Moor. També es va distingir Löwe per la inspiració i bellesa de forma de les seves obres poètiques Gedichte (Stuttgart, 1901, 4ª ed.), i Aus einer Weckstatt (Stuttgart, 1881.

## Julie Sophie Löwe
Filla de Friederich August Leopold. Nascuda a Viena, 1786 - trobada morta penjada s'ignora si es suïcidà o l'assassinaren, a Viena, 11 de setembre de 1852, fins al 1809 formà part del teatre alemany de Sant Petersburg, després passà a Praga, el 1812 treballà en el teatre del riu Wien, i de 1813 a 1842 distingint-se en el teatre de Hofburg, a Viena, especialment en les comèdies i diàlegs.

## Johann Daniel Ludwig Löwe
Segon fill de Friedrich August Leopold, i el més cèlebre entre els individus masculins de la família. Va néixer a Rinteln, 29 de febrer de 1795 - Viena, 7 de març de 1871, ingressà el 1808 en la companyia infantil dirigida per Nuth, treballà de 1811 a 1819 a Praga, desenvolupant primer papers còmics inferiors i més tard de galà i d'heroi; el 1821 passà al teatre de la cort de Kassel, el 1826 al teatre Hofburg de Viena, del que en fou nomenat régisseur el 1838 i soci honorari més tard. Löwe recorregué quasi tots els escenaris importants rebent en tots una bona acollida. Brillà notablement en la comèdia per la seva manera fàcil de dir i el seu simpàtic humorisme.

## Anna Löwe
Era filla de Johann Daniel Ludwig, i va néixer a Kassel el 1821 - Lviv, 27 d'abril de 1884, i fou una actriu de vàlua en els papers de dama jove i en els tràgics. Debutà el 1833 en el teatre Hofburg, al qual va pertànyer com a soci fins al 1849, i on després va contraure matrimoni amb el comte Potocki.